# Taejo Wang Geon
Taejo Wang Geon (hangeul: 태조 왕건, titolo internazionale Emperor Wang Geon) è un serial televisivo sudcoreano trasmesso su KBS1 dal 1º aprile 2000 al 24 febbraio 2002. Si tratta di uno dei drama trasmessi sui canali gratuiti più visti di sempre in patria, con un picco di share del 60,2%. Il serial narra la vita di Wang Geon, futuro Taejo di Goryeo.

## Personaggi

### Personaggi principali
- Re Taejo (Wang Geon), interpretato da Choi Soo-jong e Kim Young-chan (da giovane)
- Gung Ye, interpretato da Kim Yeong-cheol e Maeng Se-chang (da giovane)
- Yeon-hwa/Regina Gang, interpretata da Kim Hye-ri
Moglie di Gung Ye.
- Gyeon Hwon, interpretato da Seo In-seok

### Personaggi secondari
- Regina Shinhye del clan Yoo, interpretata da Park Sang-ah
Prima moglie di Wang Geon.
- Regina Janghwa del clan Oh, interpretata da Yum Jung-ah
- Regina Shinmyeongsunseong del clan Yoo, interpretata da Jeon Mi-seon
- Wang Mu, interpretato da Ahn Jung-hoon
Figlio della regina Janghwa.
- Jong Gan, interpretato da Kim Kap-soo
- Choi Seung-woo, interpretato da Jun Moo-song
- Ahjitae, interpretato da Kim In-tae
- Neung-hwan, interpretato da Jung Jin
- Ajagae, interpretato da Kim Sung-kyum
- Moglie di Ajagae, interpretata da Lee Mi-ji
- Wang Ryung, interpretato da Shin Goo
Padre di Wang Geon.
- Moglie di Wang Ryung, interpretata da Seo Woo-rim
- Shin Sung-kyum/Neung San, interpretato da Kim Hyung-il
- Yoo Geum-pil, interpretato da Kang In-duk
- Park Sul-hee, interpretato da Kim Hak-chul
- Ae-sul, interpretato da Lee Kye-in
- Tae-pyeong, interpretato da Kim Ha-kyoon
- Choi Eung, interpretato da Jung Tae-woo
- Wang Gyu, interpretato da Kim Myung-soo
- Wang Shik-ryum, interpretato da Jung Kook-jin
- Bok Ji-gyum, interpretato da Kil Yong-woo
- Shin Gum, interpretato da Lee Kwang-ki
Figlio di Kyun-hwon.
- Eun-boo, interpretato da Park Sang-jo
- Choi Ji-mong, interpretata da Park Ji-young

## Riconoscimenti
| Anno | Premio               | Categoria                              | Ricevente                              | Risultato       |
| ---- | -------------------- | -------------------------------------- | -------------------------------------- | --------------- |
| 2000 | KBS Drama Awards     | Gran premio                            | Kim Yeong-cheol                        | Vincitore/trice |
| 2001 | KBS Drama Awards     | Gran premio                            | Choi Soo-jong                          | Vincitore/trice |
| 2001 | KBS Drama Awards     | Premio speciale all'eccellenza, attori | Seo In-seok                            | Vincitore/trice |
| 2001 | KBS Drama Awards     | Premio all'eccellenza, attori          | Kim Kap-soo                            | Vincitore/trice |
| 2001 | KBS Drama Awards     | Premio all'eccellenza, attrici         | Kim Hye-ri                             | Vincitore/trice |
| 2001 | KBS Drama Awards     | Miglior attore di supporto             | Jung Tae-woo                           | Vincitore/trice |
| 2001 | KBS Drama Awards     | Miglior nuovo attore                   | Lee Kwang-ki                           | Vincitore/trice |
| 2001 | KBS Drama Awards     | Premio speciale                        | Gruppo d'arti marziali Taejo Wang Geon | Vincitore/trice |
| 2001 | Baeksang Arts Awards | Miglior attore televisivo              | Kim Yeong-cheol                        | Vincitore/trice |
| 2002 | Baeksang Arts Awards | Gran premio per la televisione         | Taejo Wang Geon                        | Vincitore/trice |